# حوزه انتخابیه سوم مریلند
حوزه انتخابیه سوم مریلند یک حوزه انتخابیه مجلس نمایندگان آمریکا است که در ایالت مریلند قرار دارد.